# Odelzhausen
Odelzhausen é um município da Alemanha, no distrito de Dachau, na região administrativa de Oberbayern, estado de Baviera.

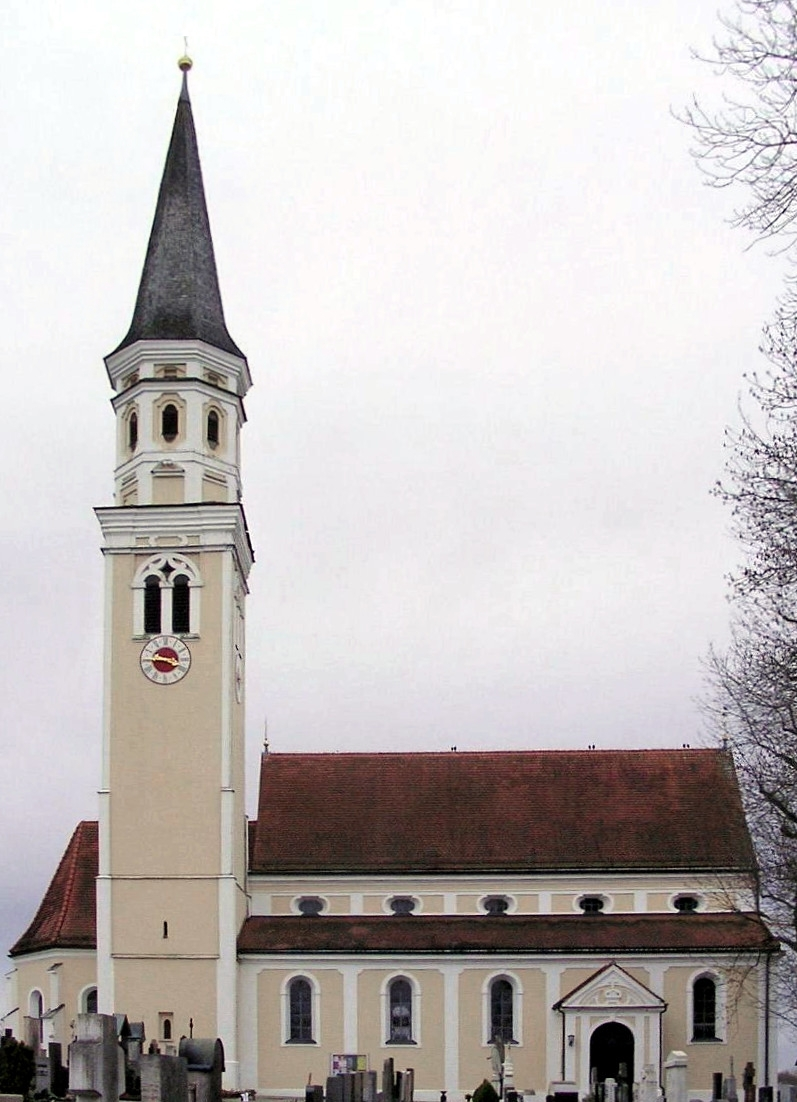
St. Benedikt Odelzhausen